# Стонінгтон (Мен)
Стонінгтон (англ. Stonington) — місто (англ. town) в США, в окрузі Генкок штату Мен. Населення — 1056 осіб (2020).

## Демографія
Згідно з переписом 2010 року, у місті мешкали 1043 особи в 515 домогосподарствах у складі 305 родин. Було 993 помешкання
Расовий склад населення:
| - 97,0 % — білих - 0,3 % — азіатів - 0,2 % — чорних або афроамериканців - 0,1 % — вихідців з тихоокеанських островів - 0,1 % — корінних американців |

До двох чи більше рас належало 1,9 %. Частка іспаномовних становила 0,4 % від усіх жителів.
За віковим діапазоном населення розподілялося таким чином: 14,8 % — особи молодші 18 років, 61,8 % — особи у віці 18—64 років, 23,4 % — особи у віці 65 років та старші. Медіана віку мешканця становила 50,7 року. На 100 осіб жіночої статі у місті припадало 98,7 чоловіків;  на 100 жінок у віці від 18 років та старших — 98,0 чоловіків також старших 18 років.
Середній дохід на одне домашнє господарство  становив 54 514 долари США (медіана — 40 375), а середній дохід на одну сім'ю — 65 213 долари (медіана — 54 632). Медіана доходів становила 41 146 доларів для чоловіків та 31 176 доларів для жінок. За межею бідності перебувало 19,2 % осіб, у тому числі 27,4 % дітей у віці до 18 років та 8,1 % осіб у віці 65 років та старших.
Цивільне працевлаштоване населення становило 537 осіб. Основні галузі зайнятості: сільське господарство, лісництво, риболовля — 34,5 %, освіта, охорона здоров'я та соціальна допомога — 14,7 %, роздрібна торгівля — 10,2 %, будівництво — 9,1 %.